# Xiezhou
Xiezhou (chinesisch 解州镇, Pinyin Xièzhōu Zhèn) ist eine Großgemeinde des Stadtbezirks Yanhu der bezirksfreien Stadt Yuncheng in der chinesischen Provinz Shanxi. Es ist die Heimat von Guan Yu (关羽), der im Guandi-Tempel (Xiezhou Guandimiao 解州关帝庙) - dem größten Guandi-Tempel Chinas und eine der bedeutendsten Stätten des Daoismus - verehrt wird. 
Der Guandi-Tempel von Xiezhou steht seit 1988 auf der Liste der Denkmäler der Volksrepublik China (3-130).